# Haugsbygd
Haugsbygd, Haugsbygda ou Haug, avec le hameau Vang, appelé plus tôt Vangsbygd ou Vangsfjerdingen, est une localité de la commune de Ringerike dans le Buskerud, située à l'est d'Hønefoss. La localité comptait, au 1er janvier 2012, 2 073 habitants pour une superficie de 1.77 km².